# كيني تشيسني
كيني تشيسني (بالإنجليزية: Kenny Chesney)‏ هو كاتب أغاني أمريكي، ولد في 26 مارس 1968 في نوكسفيل في الولايات المتحدة.

## وصلات خارجية
- كيني تشيسني على موقع IMDb (الإنجليزية)
- كيني تشيسني على موقع الموسوعة البريطانية (الإنجليزية)
- كيني تشيسني على موقع ميوزك برينز (الإنجليزية)
- كيني تشيسني على موقع رولينغ ستون (الإنجليزية)
- كيني تشيسني على موقع إن إن دي بي (الإنجليزية)
- كيني تشيسني على موقع أول ميوزيك (الإنجليزية)
- كيني تشيسني على موقع ديسكوغز (الإنجليزية)
- كيني تشيسني على موقع قاعدة بيانات الفيلم (الإنجليزية)